# Wahbi al-Buri
Wahbi al-Buri (arabiska:وهبي البوري), född 1916, död 7 juni 2010, var en libysk diplomat, författare och politiker. Han var Libyens utrikesminister 1957–1958 och 1965–1966. Han tjänstgjorde dessutom som oljeminister och som Libyens FN-ambassadör. Som skönlitterär författare skrev han noveller.
Tillsammans med Walid Khadduri skrev han boken Naft fi al-'alaqat al-'Arabiyah wa-al-dawliyah som 1981 utkom i engelsk översättning Oil in Arab and International Relations på Opecs förlag. Boken Petroleum and Afro-Arab cooperation utkom år 1985 på samma förlag. Wahbi al-Buri, som hade avlagt en doktorsexamen, inledde sin diplomatkarriär i det självständiga Libyska kungariket.